# Leucopis gaimarii
Leucopis gaimarii är en tvåvingeart som beskrevs av Tanasijtshuk 1996. Leucopis gaimarii ingår i släktet Leucopis och familjen markflugor.
Artens utbredningsområde är Washington. Inga underarter finns listade i Catalogue of Life.